# Blackburn Blackburn
Ne doit pas être confondu avec Blackburn Blackburd ou Blackburn Twin Blackburn.
Le Blackburn Blackburn est un avion militaire de l'entre-deux-guerres réalisé au Royaume-Uni par Blackburn Aircraft.